# Rudi Hoffmann
Rudolf „Rudi” Hoffmann (ur. 11 lutego 1935 w Östringen, zm. 20 października 2020) – niemiecki piłkarz występujący na pozycji obrońcy.

## Kariera klubowa
Hoffmann zawodową karierę rozpoczynał w 1952 roku w Viktorii Aschaffenburg. W 1957 roku trafił do VfB Stuttgart. W 1958 roku zdobył z klubem Puchar RFN, po pokonaniu w jego finale 4:3 Fortuny Düsseldorf. W 1960 roku odszedł do FK Pirmasens. W 1962 roku wywalczył z zespołem wicemistrzostwo Oberligi Südwest. W 1963 roku zakończył karierę.

## Kariera reprezentacyjna
W reprezentacji RFN Hoffmann rozegrał jedno spotkanie. Był to wygrany 2:1 towarzyski mecz przeciwko Irlandii rozegrany 28 maja 1955. W 1958 roku został powołany do kadry na mistrzostwa świata. Nie zagrał na nich ani razu, a Niemcy zajęli 4. miejsce w turnieju.